# Scelio gobar
Scelio gobar är en stekelart som beskrevs av Walker 1839. Scelio gobar ingår i släktet Scelio och familjen Scelionidae. Inga underarter finns listade i Catalogue of Life.